# Carnixulla
Die Carnixulla (katalanisch: Carnixua), auch unter dem menorquinischen Namen carn i xullo bekannt, zählt zu den ältesten Wurstspezialitäten der Balearen-Insel Menorca. Ihre Herkunft reicht zurück bis in die Zeit des Römischen Reiches.
Bei der Herstellung wird eine Reihe altüberlieferter Rezepturen verwendet, die vom Vater an den Sohn weitergegeben wurden: Nur ihre Anwendung bestimmt und garantiert die Echtheit. Carnixulla ist eine grobe Brühwurst hergestellt aus magerem Schweinefleisch und Speck, gewürzt mit Salz, Kümmel und weiteren heimischen Gewürzen. Die Fleischmasse wird in Naturdarm abgefüllt.
Neben der bekannten  menorquinischen Sobrasada ist die traditionelle carn i xullo eine Wurstspezialität, die auf der Insel Menorca heute noch in einem kleinen Maßstab sowohl bei Hausschlachtungen als auch im Fleischerhandwerk hergestellt wird. In zahlreichen kleinen Bars wird sie als Bratwurst hauptsächlich in der Zeit der porquetjades (Schweine-Schlachtfest) zu Süßkartoffeln gereicht.